# Smelogo pulja boitsja, ili Miška prinimaet boj
Smelogo pulja boitsja, ili Miška prinimaet boj (Смелого пуля боится, или Мишка принимает бой) è un film del 1970 diretto da Oleg Pavlovič Nikolaevskij.